# Limbile Podișului Nigerian
Cele aproximatv patruzeci de limbi ale Podișului Nigerian sunt un grup din limbile Benue-Congo vorbite de 15 milioane de oameni în zona Podișului Jos, în Kaduna de Sud, în statul Nasarawa și în zonele adiacente din centrul Nigeriei.
Cele mai vorbite sunt limbile Berom și Eggon. Majoritatea limbilor Podișului sunt pe cale de dispariție și au un număr de aproximativ 2.000-10.000 de vorbitori.
Caracteristicile definitorii ale familiei Podișului au fost publicate doar sub formă de manuscris (Blench 2008). Multe dintre aceste limbi au sisteme fonologice foarte elaborate, care îngreunează analiza lor.

## Ramuri
În 2019, Blench a întocmit o listă a principalelor ramuri din familia lingvistică a Podișului, precum și locațiile lor principale (centre de diversitate).
| Ramura      | Locații primare |
| ----------- | --- |
| Alumică     | Akwanga, statul Nasarawa |
| Beromică    | Barkin Ladi, Jos de Nord, Jos de Sud și Riyom, Statul Plateau; Jema'a, statul Kaduna                                                                                          |
| Centrală    | Jaba, Jema'a, Kachia, Kagarko, Kajuru, Kaura, Kauru și Zangon Kataf, statul Kaduna; și Bassa, Jos de Est și Jos de Nord, statul Plateau; Toro și Tafawa Balewa, statul Bauchi |
| Estică      | Mangu, statul Plateau |
| Ndunică     | Sanga, statul Kaduna |
| Ninzică     | Jema'a și Sanga, statul Kaduna; Akwanga, statul Nasarawa |
| Sudică      | Akwanga, Nasarawa Eggon, Lafia, statul Nasarawa ; Bwari, Teritoriul Capitalei Federale                                                                                        |
| Tarokoidică | Langtang North, Langtang South, Wase, statul Plateau |

Limbile Podișului sunt foarte diverse din punct de vedere tipologic și lexical.

## Lista de limbi
Potrivit lui Roger Blench (2018), limbile Podișului sunt următoarele:
Nord-Vest
- Eda
- Edra
- Acro
- Obiro
- Kulu
- Ẹjẹgha (Idon)
- Doka
- Ẹhwa (Iku-Gora-Ankwe)

Beromic
- Berom
- Buji
- Cara
- Iten
- Shall-Zwall

Central-Vestic
- Izeric
  - Izere din Fobur
  - Iccen, Ganàng, Fəràn
- Rigwe
- Zaria de Sud (acum Kaduna de Sud)
- Tyapic
  - Jju
  - Tyap
  - Gworok
  - Takad (Attakar)
  - Tyecarak (Kacicere)
  - Sholyio
  - Fantswam (Kafancan)
  - Tyuku
- Koro
  - Ashe
  - Tinɔr (Waci-Myamya)
  - Idũ, Gwara
  - Nyankpa-Barde
- Hyamic
  - Shamang
  - Cori
  - Hyam
  - Zhire
  - Shang
- Giongic
  - Gyong (Kagoma)
  - Nɡhan (Kamanton)

Ninzic
- Ninzo
- Ce
- Bu-Niŋkada
- Mada
- Numana-Nunku-Gwantu-Numbu
- Ningye-Ninka
- Anib
- Ninkyob
- Nindem
- Nungu
- Ayu

Ndunic
- Ndun (Tari)

Aluminic
- Toro, Alumu-Təsu
- Hasha
- Sambe

Sud
- Egonic
  - Eggon
  - Ake
- Jilic
  - Jili
  - Jijili

Sud-Est (?)
- Fyem
- Horom
- Bo-Rukul

Tarokoid
- Tarok
- Pe (Pai)
- Kwang-Ya-Bijim-Legeri
- Yaŋkam (Bashar)
- Sur (Tapshin)

Eloyi
Limba Nisam este o prezumtivă limbă din Podiș, vorbită cândva în satul Nince, din statul Kaduna, însă, având în vedere lipsa datelor lingvistice, nu poate fi stabilit cu exactitate locul său în familia Podișului. În 2005, exista un singur vorbitor de Nisam.

## Morfologie
Prefixe nominale Proto-Podiș:
- *ni- (corespunzător clasei de substantive bantu 9 *n- pentru animale și obiecte neînsuflețite)
- *V- pentru persoană, *bV- pentru oameni
- *N- prefixe, omorganic cu următoarea consoană
- *nV- ~ *mV- (atât la singular, cât și la plural), care marchează lichide, substantive colective și substantive abstracte

Doar unele dintre limbi au clase nominale, așa cum au limbile bantu. În multe limbi ale Podișului, multe prefixe CV- fie au fost fosilizate, înlocuite cu prefixe V-, fie au dispărut cu totul. Numărul mare de consoane în multe limbi se datorează erodării prefixelor de clasă substantivală.
În limbile Podișului, adjectivele și formele posesive apar, de regulă, după substantiv.

## Reconstrucții
Roger Blench⁠(d) (2008) a propus câteva cvasi-reconstrucții Proto-Podiș:
| Nr. | Dicționar        | Proto-Podiș   |
| --- | ---------------- | ------------- |
| 1.  | copac            | #ku-kon V-kon |
| 2.  | frunze           | #(g)yaNa      |
| 4.  | rouă             | #-myeŋe       |
| 12. | vânt             | #-gbulu       |
| 21. | foame            | #igbyoŋ       |
| 25. | ureche           | #ku-toŋ(ɔ)    |
| 26. | gură             | #ku-nyu       |
| 30. | sânul feminin    | #ambɛŋ        |
| 31. | buric            | #i-kumbu      |
| 32. | os               | #-kupu        |
| 35. | sânge            | #-(n)ji       |
| 64. | doisprezece/zece | #isok-        |

## Numerale
Comparația numerelor în limbi individuale:
| Clasificare             | Limbă            | 1                        | 2            | 3          | 4           | 5              | 6               | 7               | 8                | 9                  | 10               |
| ----------------------- | ---------------- | ------------------------ | ------------ | ---------- | ----------- | -------------- | --------------- | --------------- | ---------------- | ------------------ | ---------------- |
| Sud                     | Lijili           | lō̥                       | àbē̥          | àtʃé̥       | ànàró̥       | àsó̥            | mìnzí           | mútá            | rúnó̥             | zàtʃé̥              | zàbè̥             |
| Beromic                 | Aten (Iten)      | dáy                      | fà           | tàt / tʃàt | nàːs        | wí             | tàːrà           | nìtà            | nàràs            | dùːdʒàŋ            | dùːbɔ̀            |
| Beromic                 | Berom (Birom)    | ɡwīnìŋ / (d)īnìŋ (Roots) | -bā          | -tāt       | -nāːs       | -tūŋūn         | -tī̄ː mìn        | -tāːmà (5+ 2)   | -rwīːt (5+ 3)    | syāː-tāt (12- 3)   | syāː-tāt (12- 2) |
| Central, Central-Sudic  | Irigwe (Rigwe)   | ˀzrú                     | ˀʍʲè         | ˀt͡sʲɛ̀      | ˀni         | ˀt͡ɕʷòô         | rít͡sʲɛ́          | nat͡sʲɛ́          | klaǹvà           | kruvájá            | ʃʷá              |
| Central, Central-Sudic  | Jju (Kaje)       | əyriŋ                    | əhwa         | ətat       | ənaai       | əpfwɔn         | əkitat (2 x 3)  | ətiyriŋ         | ənaimbvwak       | əkumbvuyriŋ        | swak             |
| Central, Central-Sudic  | Tyap (Kataf)     | əɲiuŋ/ ʒyiuŋ             | əfeaŋ/ sweaŋ | ətat/ t͡sat | ənaai/ ɲaai | əfwuon/ t͡swuon | ətaa            | ənatat          | əninai/ ərinai   | əkubunyiuŋ         | swak             |
| Nord                    | Ikulu (Kulu)     | íńjí                     | íńpààlá      | íńtáá      | íńnāā       | íńcūū          | íńcúnú          | tɔ́ɔ̀pāā          | níǹnāā (2 x 4) ? | tɔ́ɔ̀llāā            | nùkɔ̄p            |
| Sud-Est                 | Fyam (Pyem)      | kʲéŋ                     | por          | táár       | naas        | tóón           | táárin          | támor           | tʃínít           | téres              | dukút            |
| Tarokoid                | Tarok (Yergam)   | ùzɨ̀ŋ                     | ùpàrɨ́m       | ùʃáɗɨ́ŋ     | ùnèɗɨ́ŋ      | ùtúkún         | ùk͡pə́ɗɨ́ŋ         | ùfàŋʃát         | ùnə̀nnè           | ùfàŋzɨ́ŋtɨ́ŋ         | ùɡ͡bə́pei          |
| Vest, Nord-Vest, Hyamic | Hyam (Jabba)     | ʒìnì                     | fe̠ri         | taat       | naaŋ        | twoo           | twaani (5+ 1) ? | twarfo (5+ 2) ? | naaraŋ (2 x 4) ? | mbwan kɔb (10 - 1) | kɔ́b              |
| Vest, Nord-Vest, Koro   | Yeskwa (Nyenkpa) | ènyí                     | ènvà         | èntât      | ènnà        | èntyúò         | èncí            | tònvà           | tóndát           | tyúôrá             | ókóp             |
| Vest, Sud-Vest, A       | Mada (Madda)     | ɡyə̄r                     | ywā          | tar        | nlyɛ̄        | tun            | tānnɛ̀n          | tāmɡ͡bā          | tāndà            | tīyār              | ɡùr              |
| Vest, Sud-Vest, A       | Ninzo            | jír                      | há           | tár        | nə̄(s)       | ʈʷí            | tānì            | tāŋɡ͡bā          | tāndàr           | tīr(s)             | wūr              |
| Vest, Sud-Vest, A       | Rukuba (Che)     | ɡyín                     | -hàk         | -tát       | -nàs        | -túŋ           | tàiŋ            | taŋbák          | taːrat           | taːras             | uwùruk           |
| Vest, Sud-Vest, B       | Eggon (1)        | ákiə́n                    | àhàà         | àtráá      | ùɲí         | òtnó           | ùfín (5+ 1)     | àfóhà (5+ 2)    | àfóté (5+ 3)     | àfúúɲí (5+ 4)      | ókpo             |
| Vest, Sud-Vest, B       | Eggon (2)        | òrí                      | ɔ̀hà          | ɔ̀cá        | òɲì         | ɔ̀tnɔ̂           | ə̀fĩ́ (5+ 1)      | ɔ̀fɔ́hà (5+ 2)    | ɔ̀fɔ́tɛ́ (5+ 3)     | ɔ̀fɔ̂ɲí (5+ 4)       | ɔ̀kbɔ́             |